# Măgurele (Prahova megye)
Măgurele község és falu Prahova megyében, Munténiában, Romániában.  A hozzá tartozó települések: Coada Malului és Iazu. Régi neve Măgurelele.

## Fekvése
A megye középső részén található, a megyeszékhelytől, Ploieștitől, huszonegy kilométerre északra, a Teleajen folyó mentén.

## Történelem
A 19. század végén a község Prahova megye Podgoria járásához tartozott és Coada Malului, Protosinghelu, Măgurele valamint Zamfira falvakból állt. A községi iskolát 1858-ban alapították. 
1925-ös évkönyv szerint lakossága 2359 fő volt.
1950-ben közigazgatási átszervezés alapján, a Prahova-i régió Teleajen rajonjához került, majd 1952-ben a Ploiești régióhoz csatolták.
1964-ben Protosinghelu falu felvette a Iazu nevet.
1968-ban ismét megyerendszert vezettek be az országban, a község az újból létrehozott Prahova megye része lett. Ezzel egy időben Zamfira-t Lipănești községhez csatolták.

## Lakossága
| Nemzetiségek | 2002 | 2002   |
| ------------ | ---- | ------ |
| Románok      | 4808 | 98,28% |
| Romák        | 79   | 1,61%  |
| Ukránok      | 4    | 0,08%  |
| Magyarok     | 1    | 0,02%  |
| Összesen     | 4889 | 100,0% |

## Külső hivatkozások
- A település honlapja
- Adatok a településről
- asociatiaturismprahova.ro Archiválva 2016. március 4-i dátummal a Wayback Machine-ben
- 2002-es népszámlálási adatok
- Marele Dicționar Geografic al României